# Samson Jones
Samson Jones (* 5. März 1979 in Frankfurt am Main) ist ein deutscher Sänger, auch unter dem Künstlernamen Jonesmann als Rapper in Erscheinung tritt. Von 2007 bis 2011 betrieb er das Plattenlabel Echte Musik.

## Leben
Jones stammt aus Frankfurt-Bonames. Sein Vater ist Afroamerikaner und seine Mutter Deutsche. Er ist der Bruder des Rappers Real Jay.
Durch D-Flame lernte Jonesmann 1992 Azad und Jeyz kennen. Er gründete 1994 mit Jeyz und Chan die Crew Chabs. Sie wurden unter anderem von Roey Marquis II. produziert und konnten sich in der Szene einen guten Ruf erarbeiten. Im Jahr 2001 kam es dann zur Trennung der Chabs, da sich die Mitglieder auf ihre Solokarrieren konzentrieren wollten. In der darauf folgenden Zeit hatte Jonesmann Gastauftritte unter anderem auf den Releases von Roey Marquis II., Olli Banjo, Jack Orsen und Azad.
Seine erste Soloveröffentlichung war das Best of Mixtape im Jahre 2003, eine Übersicht der bisherigen Jonesmann-Werke. Ein Jahr später veröffentlichte er zusammen mit Pal One eine 7-Track-starke EP mit dem Titel Gesucht, Gefunden. Hier erprobte Jonesmann erstmals seine Gesangsqualitäten. Zugleich wurde Jonesmann in diesem Jahr unter Vertrag von Bozz-Music genommen und wirkte am Sampler BOZZ Music Vol. 1 mit. Ende 2004 erschien das zweite Mixtape mit dem Namen Macht, Käse, Flows, Cash, das mit größtenteils exklusiven Stücken auf sich aufmerksam machte. 2006 veröffentlichte Jonesmann sein erstes Soloalbum S.J. und am 2. Juni das Mixtape In dein Mund, eine Sammlung aus bereits veröffentlichten und zusätzlichen fünf exklusiven Tracks. Zusammen mit Xavier Naidoo ging er 2006 auf Tour.
Ende 2007 endete sein Vertrag mit dem Label Bozz-Music und Sony BMG/Subword und er gründete sein Label Echte Musik. 2008 wurde sein zweites Soloalbum Echte Musik veröffentlicht. An Echte Musik waren die Produzenten phreQuincy, Bazzazian (damals noch als Benny Blanco) und Shuko beteiligt, Features kamen unter anderem von Azad, Olli Banjo und Manuellsen.
Sein Label Echte Musik wurde im April 2011 aufgelöst, da Jonesmann sich zurückzog. 2016 brachte er unter seinem bürgerlichen Namen das Album Angekommen heraus. Bis 2017 stand er bei dem Label Über die Grenze unter Vertrag.

## Diskografie (Auswahl)
Alben
- 2006: S.J.
- 2008: Echte Musik
- 2016: Angekommen (als Samson Jones), Label: Über die Grenze
- 2017: Schmetterling (als Samson Jones), Label: Über die Grenze
- 2020: Schwingungen
- 2021: Rosé
- 2024: 069 General

Kollaboalben
- 2004: Gesucht & Gefunden (mit Pal One)
- 2009: 4 Fäuste für ein Halleluja (mit Olli Banjo)

Mixtapes
- 2003: Best of Jones
- 2005: Macht, Käse, Flows, Cash
- 2006: In dein Mund

Label-Sampler
- 2010: Kapitel 1 : Zeit für was Echtes

EPs
- 2010: Sehnsucht
- 2021: Road to Perdition

Singles
- 2001: Chabs - Kern der Wunden
- 2004: Kopf hoch (mit Azad)
- 2006: Nenn mich Jones
- 2009: Mehr Tränen (mit Olli Banjo und Curse)
- 2013: One Touch (mit Dú Maroc)
- 2019: Werwolf
- 2020: Kriminell
- 2020: Zeit (Beka)
- 2020: Deinen Namen (mit Jeyz)
- 2021: Glaub mir (mit Jeyz)
- 2022: Auge (mit Jeyz und Silla)
- 2023: Dreams And Nightmares (mit Silla)
- 2025: Bissu dumm ¿ (Megalodon Remix) (Bonez MC & Nate57 feat. AchtVier, AK 33, AK Ausserkontrolle, Azad, Big Toe, Caney030, Celo & Abdi, Crackaveli, Curse, Dardan, Die P, Eno, Finch, Frauenarzt, Hakan Abi, Haze, Jaill, Jan Delay, Jonesmann, Juju, Kaisa Natron, Kolja Goldstein, Kontra K, Kwam.E, Laas Unltd., LX, Makko, Massiv, MP Freshly, Nizi19, Olexesh, OTW, Reeperbahn Kareem, Sa4, Saliou, Samra, Sido, Silva, Sil3A, Ski Aggu, Tom Hengst, Vega, Veysel, Zined)

Sonstige
- 2004: Bozz Musiker (mit STI und Jeyz - Juice Exclusive CD #49)
- 2006: Ihr wollt das Album! (mit Olli Banjo - Juice Exclusive CD #71)
- 2006: Long Island Ice Tea[4]
- 2007: Du bist (mit Sprachtot)
- 2008: Jeder Weg hat sein Ende (mit Yassir - Juice CD #93)
- 2009: Duck dich (mit Blaze, Criz und Haftbefehl) (Juice Exclusive! auf Juice-CD #100)
- 2009: Das Verhör (Juice-Remix) (mit Azad, Freeman und Savant des Rimes) (Juice-Exclusive! auf Juice-CD #103)
- 2010: Nur ein Fick (mit Moe Phoenix, Freetrack)
- 2011: Wir bleiben zusammen (Ein Fall für Zwei DJ Sweap (Künstler), DJ Pfund 500 (Künstler))
- 2011: Mein größter Fan (mit Montez - auf dem Album Karneval)
- 2013: Doppel D (mit Hassan Annouri - The official Song for Dunkin’ Donuts Frankfurt)
- 2014: Langes Leben (Aggro TV Special)
- 2015: Für die Homies (mit MC Bogy - auf dem Album Biographie eines Dealers)
- 2016: Sneakers & Heels (mit Kool Savas, Milonair & Remoe auf dem Mixtape Essahdamus von Kool Savas)